# Biko Brazil
Brazil Biko Nombeko (Utrecht, 4 juli 1984) is een Nederlands voetballer van Surinaamse komaf die als aanvaller speelt.
Brazil begon op 10-jarige leeftijd te voetballen in de jeugd van Sporting 70. Vervolgens kwam hij via de jeugdopleidingen van PSV, FC Utrecht en USV Elinkwijk bij FC Den Bosch terecht. Tijdens het seizoen 2002/03 maakte hij op 18-jarige leeftijd zijn profdebuut bij de Bosschenaren.
Na zijn eerste seizoen bij Den Bosch kon hij de overstap maken naar de Eredivisie. Hij tekende een contract bij RKC Waalwijk, maar kwam hier in twee seizoenen tijd tot geen enkele wedstrijd. In het seizoen 2005/06 maakte FC Omniworld voor het eerst haar opwachting in de Eerste divisie. Aangezien Brazil in Waalwijk niet aan spelen toekwam maakte hij de overstap naar Almere. Daar speelde hij in zijn eerste seizoen 25 wedstrijden en wist hij tweemaal doel te treffen. Hierna speelde hij op Cyprus en in België.
Vanaf 2008 speelde hij in het amateurvoetbal. 

## Statistieken
| seizoen     | club             | land      | competitie     | wed. | goals |
| ----------- | ---------------- | --------- | -------------- | ---- | ----- |
| 2002/03     | FC Den Bosch     | Nederland | Eerste divisie | 17   | 0     |
| 2003/04     | RKC Waalwijk     | Nederland | Eredivisie     | 0    | 0     |
| 2004/05     | RKC Waalwijk     | Nederland | Eredivisie     | 0    | 0     |
| 2005/06     | FC Omniworld     | Nederland | Eerste divisie | 25   | 2     |
| 2006/07     | APEP Pitsilia    | Cyprus    | B' Kategoria   | 18   | 9     |
| 2007/08     | KFC Dessel Sport | België    | Derde klasse   | 19   | 2     |
| Bijgewerkt: | 12-03-2008       |           | Totaal         | 79   | 13    |